# Xã West Branch, Quận Dickinson, Michigan
Xã West Branch (tiếng Anh: West Branch Township) là một xã thuộc quận Dickinson, tiểu bang Michigan, Hoa Kỳ. Năm 2010, dân số của xã này là 63 người.